# زیور زیستی

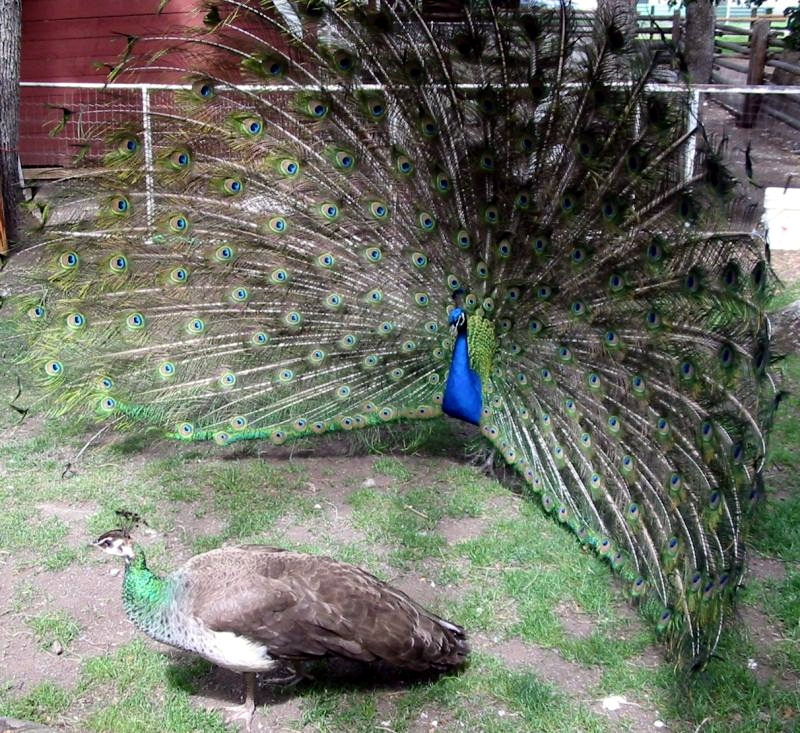
طاووس نر با دم بزرگ خود از یک طاووس ماده خواستگاری می‌کند

یک زیور زیستی یک ویژگی جانوری است که به نظر می‌رسد یک کارکرد تزئینی دارد تا یک کارکرد مفید. بسیاری از آنها صفات ثانویه جنسی هستند و برخی دیگر در طی دوره‌ای که به تغذیه توسط والدین خود وابسته هستند در پرندگان جوان ظاهر می‌شود. زیورها در نمایش‌ها برای جذب جفت استفاده می‌شود که ممکن است منجر به فرایند تکاملی شود که به انتخاب جنسی معروف است. یک جانور ممکن است برای جلب توجه جنس مخالف، زیور خود را تکان دهد، دراز کند، یا پهن کند، که به نوبه خود جذاب‌ترین مورد را برای جفت‌گیری انتخاب می‌کند. زیورها اغلب در نرها دیده می‌شود و انتخاب یک نر با زیورهای زیاد به سود ماده‌ها است زیرا ژن‌هایی که زیور را تولید می‌کنند به فرزندان او منتقل می‌شود و سازواری تولیدمثل آنها را افزایش می‌دهد. همان‌طور که رونالد فیشر اشاره کرد، فرزندان نر زیورها را به ارث خواهند برد، در حالی که فرزندان ماده ترجیحات زیور مذکور را به ارث خواهند برد، که می‌تواند منجر به یک حلقه بازخورد مثبت شود که به عنوان فرار ماهیگیری شناخته می‌شود. این ساختارها به عنوان نشانه‌هایی برای رفتار جنسی جانور عمل می‌کنند، یعنی سیگنال‌های حسی هستند که بر پاسخ‌های جفت‌گیری تأثیر می‌گذارند؛ بنابراین، صفات زینتی اغلب با انتخاب جفت انتخاب می‌شوند.

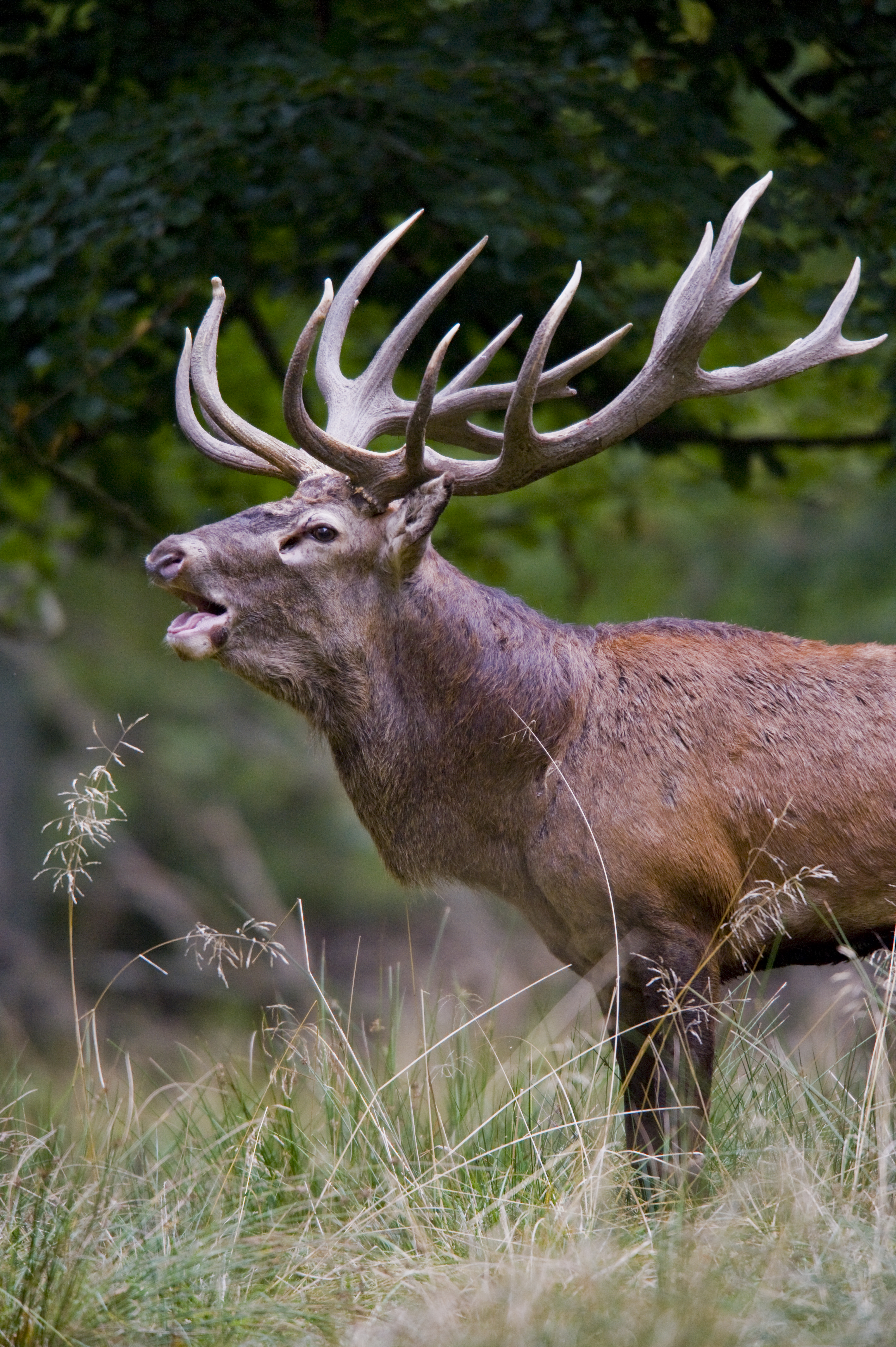
مرال نر با شاخ‌های بزرگ که به عنوان سلاح استفاده می‌شود

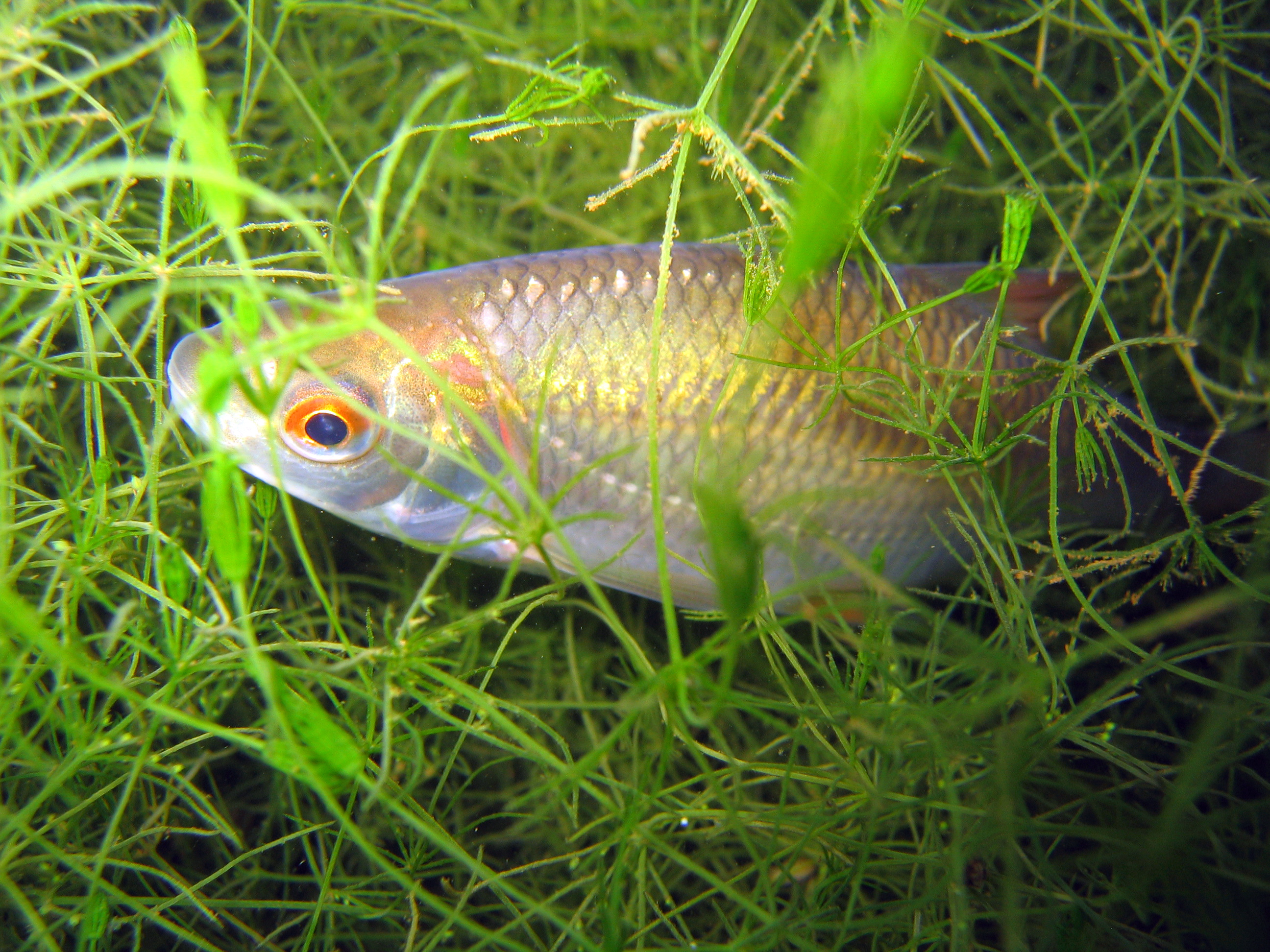
ماهی نر کولمه، رنگ‌های پیچیده‌ای را در پولک‌های خود نشان می‌دهد.

## انتخاب جنسی
چندین توضیح تکاملی برای وجود زیورآلات وجود دارد. داروین نخستین کسی بود که به درستی این فرضیه را مطرح کرد که انتخاب جنسی با انتخاب ماده مسئول تکامل پرهای استادانه و جلوه‌های قابل توجه در پرندگان نر مانند درازدامن و سیاه‌خروس دم‌سیخ است. انتخاب جنسی، انتخابی است که بر اساس تنوع بین افراد در توانایی آنها برای دسترسی به شریک‌های جفت‌گیری عمل می‌کند. داروین در کتاب خود به نام «تبار انسان و انتخاب» در رابطه با جنسیت که در سال ۱۸۷۱ نوشته شد، از تزئینات مفصلی که نرهای برخی از گونه‌ها دارند گیج شده بود، زیرا به نظر می‌رسید برای بقا زیان‌آور هستند و پیامدهای منفی برای موفقیت باروری دارند. داروین دو توضیح برای وجود چنین صفاتی ارائه کرد: این صفات در نبرد نر با نر سودمند است یا توسط ماده‌ها ترجیح داده می‌شود.
در سال ۱۹۸۲، ویلیام همیلتون و مرلین زوک پیشنهاد کردند که زیورهای نرینه ممکن است نرهای سالم را قادر به تبلیغ این حقیقت کند که آنها عاری از بیماری‌ها و انگل هستند، نظریه‌ای که اکنون به عنوان فرضیه «نر روشن» شناخته می‌شود. بر اساس این فرضیه، اگر جانوری بیمار بود، نمی‌توانست چنین پرهای رنگارنگ زیبایی را رشد دهد. از آنجایی که بیماری منبع اصلی مرگ و میر نوجوانان است، ماده‌ها برای اطمینان از اینکه فرزندان سالمی خواهند داشت، نرهایی را انتخاب می‌کنند که دقیق‌ترین زیورها را داشته باشند.

## کارکردهای جایگزین
- فریب

- تسلیحات

## پشتیبانی والدین از جوجه‌ها

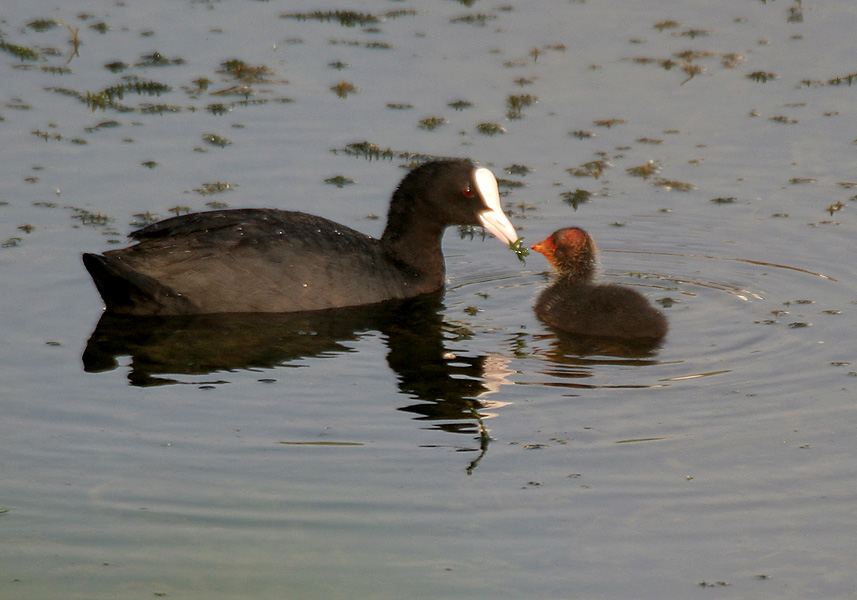
چنگر معمولی بالغ که به فرزندان خود غذا می‌دهد

نشان داده شده‌است که زیورهای زیستی بر علاقه والدین در جوجه‌ها نیز تأثیر می‌گذارد. این را می‌توان در چندین گونه از پرندگان آبزی دید. به عنوان نمونه، نوزادان چنگر آمریکایی با پرهای بلند لبه‌نارنجی در پشت و گلوی خود بیرون می‌آیند که سیگنال‌هایی را به والدین ارائه می‌دهد تا تعیین کنند که ترجیحاً به کدام افراد غذا بدهند. در آزمایش‌هایی که در آن زیورها به صورت فیزیکی روی پرهای نوزاد تغییر داده شده‌است، ثابت شده‌است که زیورهای دقیق برای فرزندان جوان سودمند است. افراد با زیورها بیشتر از والدین تغذیه می‌کردند؛ بنابراین، نرخ رشد نسبی جوجه‌های زینتی در مقایسه با جوجه‌های تغییریافته تجربی بسیار بیشتر بود.

## زیورهای ماده‌ها
جانوران نر معمولاً دارای زیورهای دقیق‌تری نسبت به ماده‌ها هستند. تئوری کلاسیک انتخاب جنسی اشاره می‌کند که چون تولید اسپرم ارزان‌تر از تخمک است، و از آنجا که نرها عموماً برای فرصت‌های باروری شدیدتر رقابت می‌کنند و نسبت به ماده‌ها در مراقبت از والدین کمتر سرمایه‌گذاری می‌کنند، نرها می‌توانند مزایای تناسب اندام بیشتری را از جفت‌گیری چندباره به دست آورند. بنابراین، انتخاب جنسی معمولاً منجر به تفاوت‌های جنسیتی مرد در ویژگی‌های جنسی ثانویه می‌شود که بخش‌های غیر تولید مثلی بدن هستند که به تمایز بین جنسیت در یک گونه کمک می‌کنند.
پیشنهاد شده‌است که هنگامی که ماده‌ها از جفت‌گیری سود مستقیم می‌برند، ماده‌ها می‌توانند به جای آن برای زیورهایی انتخاب شوند که نرها را در مورد وضعیت تولیدمثلشان فریب دهد. در مگس‌های رقاص بدیع، نرها غالباً هدایای عروسی می‌دهند و معمولاً فقط ماده زیور دارد. ویژگی‌های ماده در حشرات، مانند کیسه‌های شکمی و پولک‌های بزرگ‌شده ساق پا، برای فریب دادن نرها به جفت‌گیری با پنهان کردن بلوغ تخم‌ها پیشنهاد شده‌اند.